# Nu'ulopa

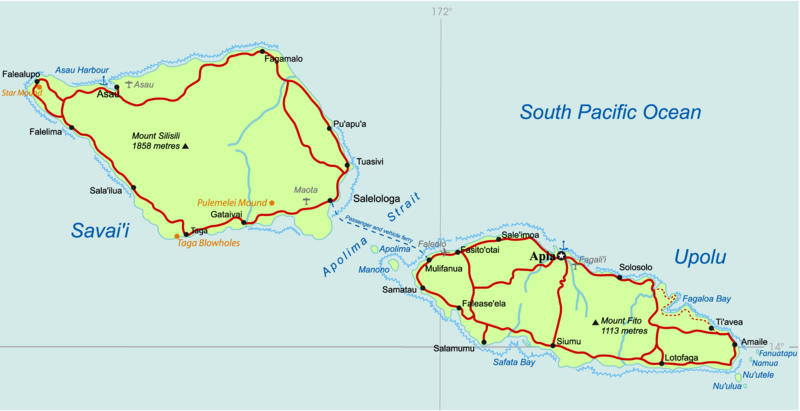
Lägeskarta

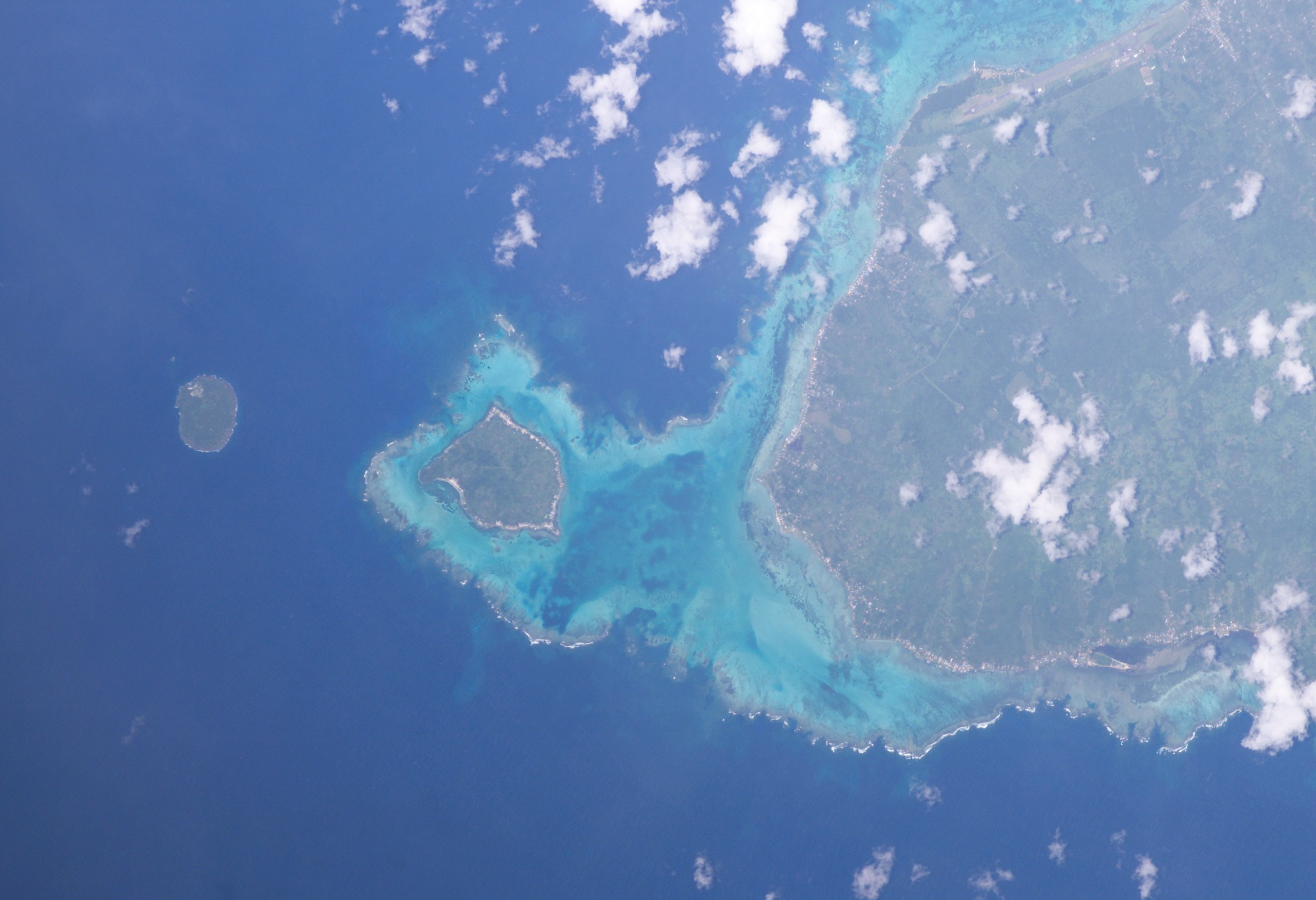
Nu'ulopa längst till vänster

 Nu'ulopa  (samoanska  'O Nu'ulopa) är en liten ö i Samoa i södra Stilla havet.

## Geografi
Nu'ulopa ligger cirka 3,5 km väster om huvudön Upolus västra kust, ca 600 m nordväst om Manonoön och ca 2 km sydöst om Apolima.
Den obebodda ön är av vulkaniskt ursprung och har en areal om ca 0,3 km² med en längd på ca 100 m och ca 50 m bred. Den ligger i Apolimasundet innanför korallrevet som omger Upolu.
Den högsta höjden är på ca 50 m ö.h. och växtligheten består av buskage och palmträd. Utanför ön ligger ytterligare två klippöar. Förvaltningsmässigt ingår ön i distriktet "Aiga-i-le-Tai".
Nu'ulopa utgör en viktig boplats för flyghundar (Pteropodidae), en underart av fladdermöss (Chiroptera), och för havssköldpaddor (Cheloniidae).

## Historia
Samoaöarna beboddes av polynesier sedan 1000-talet f.Kr. dock har Nu'ulopa troligen alltid varit obebodd.
Historiskt har ön används som begravningsplats för Manonos mataier (lokala hövdingar), särskilt för mataier från Tuilaepadynastin.
2006 upptogs ön tillsammans med Apolima och Nu'ulopa på Samoas tentativa världsarvslista.